# Gemmula interpolata
Gemmula interpolata är en snäckart. Gemmula interpolata ingår i släktet Gemmula och familjen Turridae. Inga underarter finns listade i Catalogue of Life.